# 倫茲維爾鎮區 (明尼蘇達州史蒂文斯縣)
倫茲維爾鎮區（英語：Rendsville Township）是位於美國明尼蘇達州史蒂文斯縣的一個行政鎮區。

## 地方資料
倫茲維爾鎮區的面積為90.95平方千米，當中陸地面積為90.08平方千米，而水域面積為0.87平方千米。根據2020年美國人口普查的數據，當地共有人口120人，而人口密度為每平方千米1.32人。